# Софроний III Анхиалски
Софроний (на гръцки: Σωφρόνιος, Софрониос) е гръцки духовник, митрополит на Вселенската патриаршия.

## Биография
През ноември 1840 година е избран за титулярен лаодикейски епископ, викарий на митрополит Матей Димитриадски.
Софроний е избран за анхиалски митрополит на 7 март 1847 година. Митрополитът е ценен от анхиалската община и въпреки напредналата му възраст, никой не поисква смяната му. След доброволната си оставка през август 1865 година, той остава в Анхиало до смъртта си на 3 или 9 август 1867 година.